# Acquedotto di Cantayo
L’acquedotto di Cantalloc (o di Cantayo, nome ispanizzato) è un'opera idraulica parte di un sistema di acquedotti dello stesso tipo (chiamati "puquios") costruiti dalla civiltà preincaica dei Nazca risalenti al VI secolo. L'acquedotto assicurava l'approvvigionamento idrico alla città di Nazca e ai campi circostanti, permettendo la coltivazione di cotone, fagioli, patate e altro in una regione altrimenti arida. Oltre a questo ci sono circa una trentina di puquios nella zona di Nazca, molti dei quali ancora funzionanti come ad esempio Ocaña, Matara, Uchulla, Tejeje, Bisambra, Aja, Curve, Llícuas, Soisonguito, Copara e la Achirana. I Puquios non sono mai stati completamente mappati.

## Funzionamento

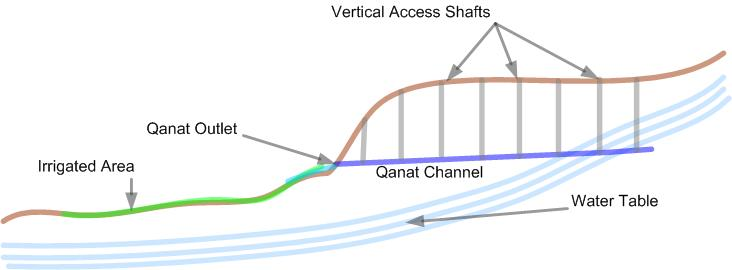
Struttura di un Qanat

Il modello di trasporto idrico è basato sul Qanat, originario dell'antica Persia e che fu in seguito utilizzato anche da varie culture sia sulla via della seta fino in Cina che nella penisola Iberica.
Le acque vengono prelevate direttamente dalle falde acquifere presenti nelle zone montagnose circostanti la pianura di Nazca. Per ovviare al clima desertico, estremamente caldo e secco, l'acqua viene convogliata in una condotta sotterranea che, oltre ad evitare l'evaporazione del prezioso liquido, raccoglie le acque che filtrano dal terreno, aumentandone così l'efficienza.

## Metodo di costruzione

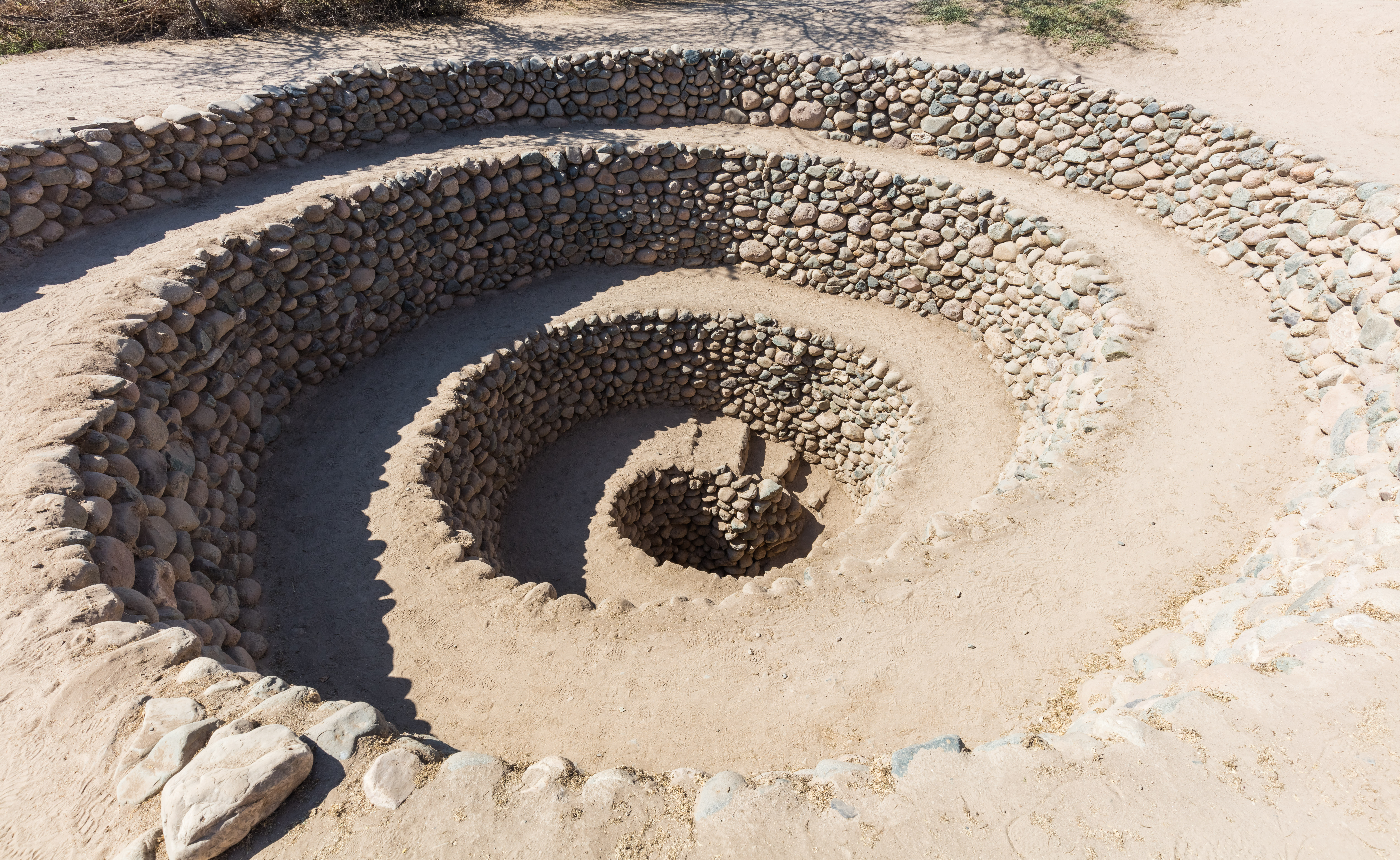
Un pozzo (puquio) dell'acquedotto di Cantayo

Dapprima venivano scavati dei pozzi distanti 20-50 m l'uno dall'altro, fino a trovare la falda acquifera. Questi pozzi, detti anche "ojos de agua" (occhi d'acqua), servivano sia come punti di accesso all'acqua, che da ispezione per manutenzione dell'acquedotto. Essi venivano collegati tramite una serie di condotte.
Nei pressi della città di Nazca la condotta dell'acquedotto di Cantalloc si trova a circa 4-5 metri di profondità; è possibile accedere alla condotta tramite i pozzi che sono costituiti da scivoli circolari e spiraleggianti che si inabissano nel terreno fino a raggiungere l'acqua.
L'acquedotto è tuttora funzionante e visitabile a pochi chilometri dalla città di Nazca.

## Datazione
Ci sono versioni contrastanti circa l'esatto periodo di costruzione degli acquedotti. Molti archeologi dicono che siano stati costruiti da architetti della civiltà Nazca attorno al 540 d.C. in risposta a due periodi di siccità prolungati in quei tempi.
Mancano comunque riferimenti storici dopo e prima della conquista spagnola. Il primo scritto storico riguardante la loro esistenza fu nel 1605 per opera di Reginaldo de Lizárraga, per cui alcuni contestano che essi possano essere stati costruiti dagli spagnoli, benché non vi siano prove di testi spagnoli che ne testimonino la costruzione..

## Teorie alternative
David Johnson sostiene che le  linee di Nazca descrivano mappe e puntatori alle falde acquifere sotterranee che alimentano il sistema dei Puquios..